# Manduca leucospila
Manduca leucospila là một loài bướm đêm thuộc họ Sphingidae. Loài này có ở Peru, Venezuela và Bolivia.
Chiều dài cánh trước khoảng 47 mm. 

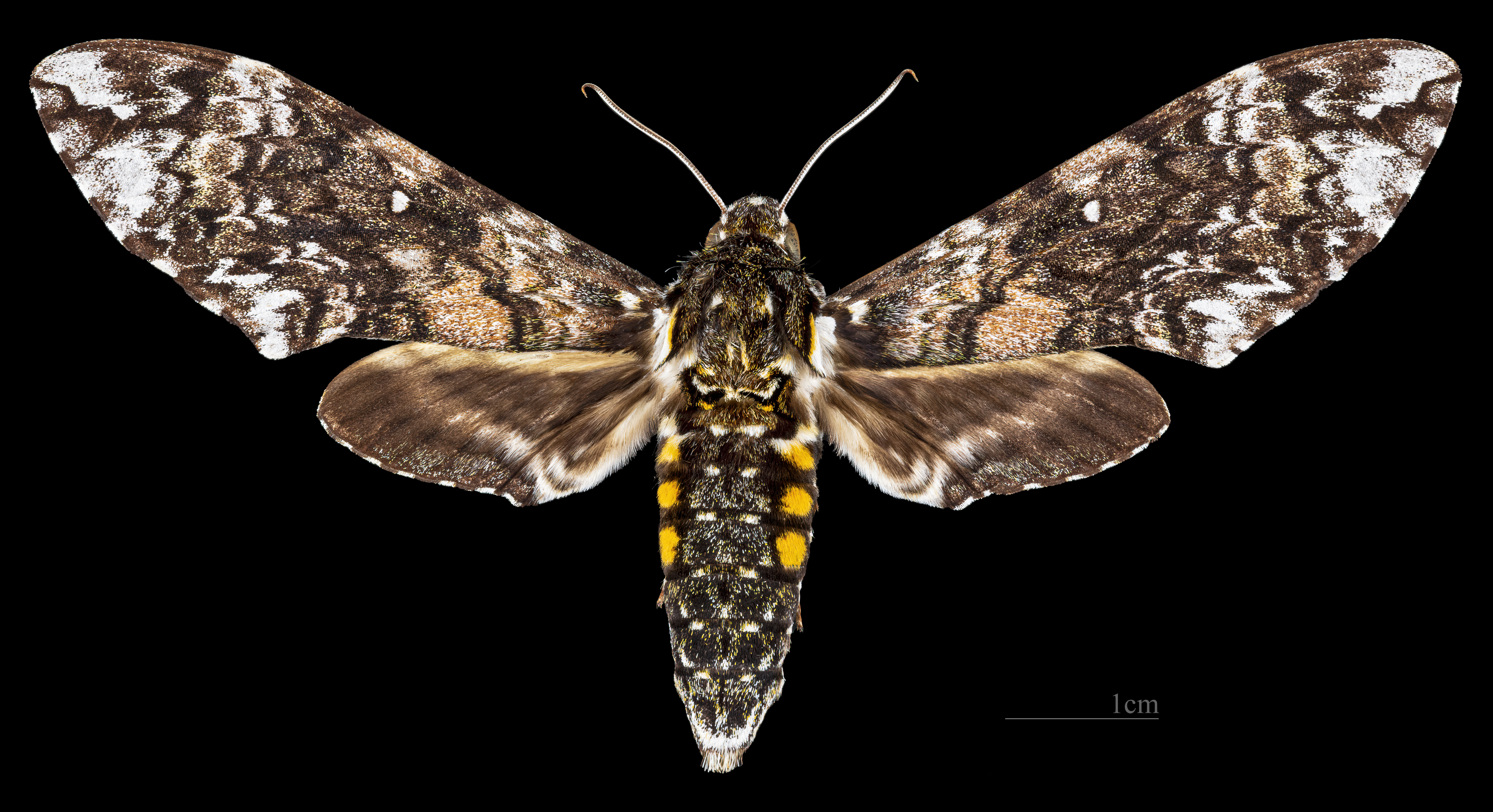
Manduca leucospila  ♀
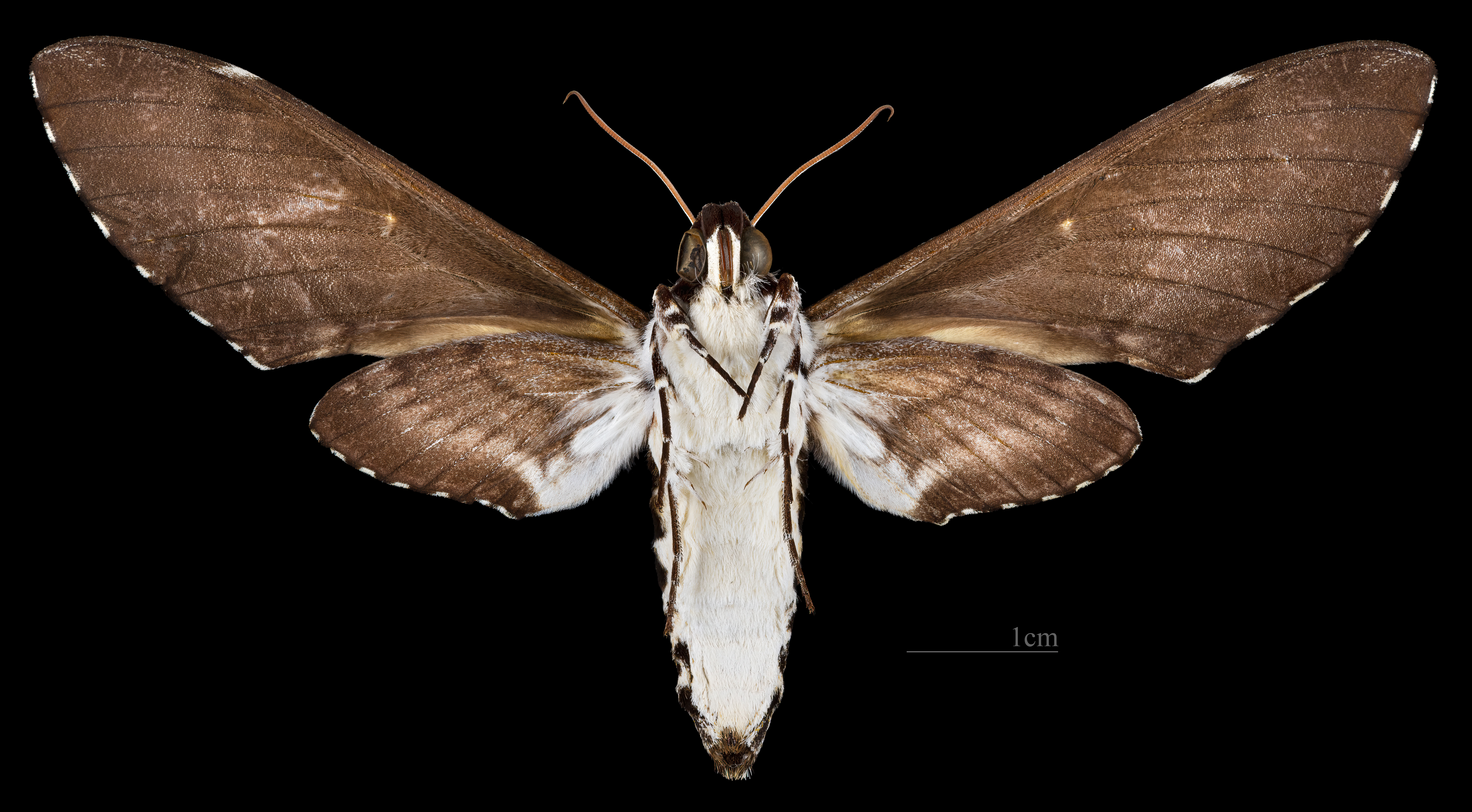
Manduca leucospila  ♀ △